# Mount Cresswell
Mount Cresswell är ett berg i Antarktis. Det ligger i Östantarktis. Australien gör anspråk på området. Toppen på Mount Cresswell är 1 289 meter över havet.
Terrängen runt Mount Cresswell är platt. Trakten är obefolkad. Det finns inga samhällen i närheten.